# Plutothrix aerata
Plutothrix aerata är en stekelart som beskrevs av Heydon 1997. Plutothrix aerata ingår i släktet Plutothrix och familjen puppglanssteklar. Inga underarter finns listade i Catalogue of Life.